# Rzeczki (rejon rówieński)
Rzeczki (ukr. Річки) – wieś na Ukrainie, w obwodzie rówieńskim, w rejonie rówieńskim, w hromadzie Korzec. W 2001 liczyła 510 mieszkańców, spośród których 509 wskazało jako ojczysty język ukraiński, a 1 rosyjski.
W okresie międzywojennym wieś znajdowała się w granicach II RP, wchodząc w skład gminy Korzec w powiecie rówieńskim, w województwie wołyńskim.